# Joe Meek
Robert George Meek, meglio conosciuto come Joe Meek (Newent, 5 aprile 1929 – Londra, 3 febbraio 1967), è stato un produttore discografico, tecnico del suono e compositore inglese.
Meek ideò e perfezionò varie tecniche in studio fra cui la sovraincisione, il campionamento e il riverbero. Meek viene inoltre considerato uno dei più influenti ingegneri del suono di tutti i tempi per essere stato uno dei primi ad aver trasformato lo studio di registrazione in uno strumento e ad aver reso le tecniche di produzione un'espressione artistica. Il suo innovativo uso delle tecniche di produzione spinsero alcuni a definirlo "il Phil Spector inglese." Durante la sua vita, Meek lavorò per artisti come John Leyton, Heinz Burt, Michael Cox, The Honeycombs, Mike Berry e i Tornados, insieme ai quali scrisse la famosa Telstar (1962).

## Biografia

### La formazione musicale
Meek nacque al numero 1 di Market Square, a Newent, nel Gloucestershire. Sin da giovanissimo mostrò un fervido interesse per le tecnologie elettroniche e la performance art: da bambino era infatti solito ammassare componenti elettronici di sorta, circuiti e radio nel capanno degli attrezzi dei suoi genitori. Egli coltivò ulteriormente il suo interesse per l'elettronica e lo spazio prestando servizio alla Royal Air Force, ove lavorò come tecnico dei radar e operando alla Midlands Electricity Board a partire dal 1953.

### I primi anni di carriera

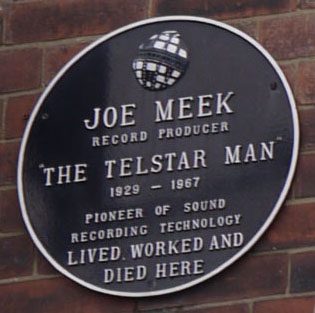
Placca commemorativa a Islington (Londra) che recita "Joe Meek visse, lavorò e morì qui"

Dopo aver abbandonato la Midlands Electricity Board, Meek divenne un tecnico del suono per una delle principali società di produzione radio indipendenti al servizio di Radio Luxembourg. La sua prima registrazione di rilievo fu Music for Lonely Lovers di Ivy Benson. Poco più tardi, il produttore lavorò alle registrazioni della hit jazz Bad Penny Blues (1956) di Humphrey Lyttelton. Contrariamente alle intenzioni di Lyttelton, Meek "modificò" il suono del pianoforte e lo compresse in misura maggiore del normale. Nonostante il successo della traccia, le tensioni che vi erano fra Meek e Denis Preston, il proprietario degli studi di registrazione, portarono il produttore inglese a interrompere la sua collaborazione con il Landsdowne Studio. Nello stesso periodo, Meek partecipò alle sessioni dei dischi dell'attore George Chakiris per la SAGA Records.
Nel gennaio 1960, Meek fondò la Triumph Records assieme a William Barrington-Coupe. In questo periodo, la nuova etichetta pubblicò Angela Jones (1960) di Michael Cox che riuscì quasi a raggiungere i primi posti delle classifiche. Nonostante questo successo, la Triumph era un'etichetta indipendente e dipendeva da piccoli impianti di pressatura che non erano in grado di soddisfare la domanda dei suoi prodotti. Inoltre, i risultati commerciali deludenti e i violenti sbalzi d'umore di Meek portarono alla chiusura dell'etichetta dopo poco tempo.
L'anno precedente, Meek aveva iniziato a registrare I Hear a New World, uscito nel 1960 sotto forma di EP per la Triumph e poi ripubblicato con degli inediti nel 1991. Il disco viene considerato il primo concept album della storia del rock.

### Gli anni alla RGM Sound Ltd
In seguito, Meek fondò la società di produzione RGM Sound Ltd (in seguito Meeksville Sound Ltd). Meek operava nel suo studio casalingo che aveva fatto costruire all'interno di un appartamento di tre piani sopra un negozio di pelletteria al 304 Holloway Road, a Islington. Qui Meek avrebbe dato un importantissimo e pionieristico contributo all'ideazione di varie tecniche in studio, fra cui la sovraincisione, la registrazione di strumenti individuali, la compressione, l'eco e il riverbero. Adottando tali innovazioni, Meek registrò Johnny Remember Me (1961) di John Leyton. Il testo macabro, che parla di un ragazzo che tenta di comunicare con la sua amata deceduta, così come gli effetti sonori spettrali, riflettono l'interesse del produttore per l'occulto. Il singolo fu il primo prodotto da Meek a entrare nelle casistiche britanniche, ebbe successo anche negli USA e fu eseguito più volte dallo stesso Leyton durante un episodio della soap opera Harpers West One della ITV. Sempre con Leyton, il produttore scrisse anche la fortunata Tribute to Buddy Holly (1961), un omaggio all'artista preferito di Meek, Son This Is She (1962) e Lonely City (1962).
Meek è celebre per aver inciso Telstar (1962) insieme ai Tornados, un tributo all'era spaziale ove vengono fatti coesistere suoni di clavioline, segnali elettronici e rumori. Telstar fu il suo più grande successo: fu il secondo singolo del produttore britannico a piazzarsi al primo posto delle casistiche britanniche, raggiunse il primo piazzamento delle classifiche oltreoceano ancora prima dei Beatles e risulta essere a tutt'oggi il brano strumentale più venduto di tutti i tempi. Sull'onda del successo del brano, Meek continuò a produrre altri brani del gruppo britannico. La fortuna della traccia valse a Meek il nomignolo The Telstar Man.
Nel 1963, Joe Meek continuò a produrre altri consistenti successi discografici fra cui Don't You Think It's Time di Mike Berry, Just Like Eddie di Heinz Burt e Jack the Ripper di Screaming Lord Sutch. L'anno seguente, Meek partecipò alle sessioni di Have I the Right?  degli Honeycombs, terzo singolo scritto dal produttore giunto al numero 1 nel Regno Unito, nonché suo ultimo grande successo, Baby I Go for You dei Blue Rondos e Dracula's Daughter di Screaming Lord Sutch. Più avanti, Meek collaborò per altri artisti fra cui Glenda Collins, The Syndicats, The Cryin' Shames e The Riot Squad.
Il 3 febbraio 1967, colto da una crisi depressiva dovuta a gravi problemi economici, Meek si tolse la vita dopo aver assassinato la padrona di casa Violet Shenton. Joe Meek fu sepolto nel cimitero di Newent.

### Dopo la morte

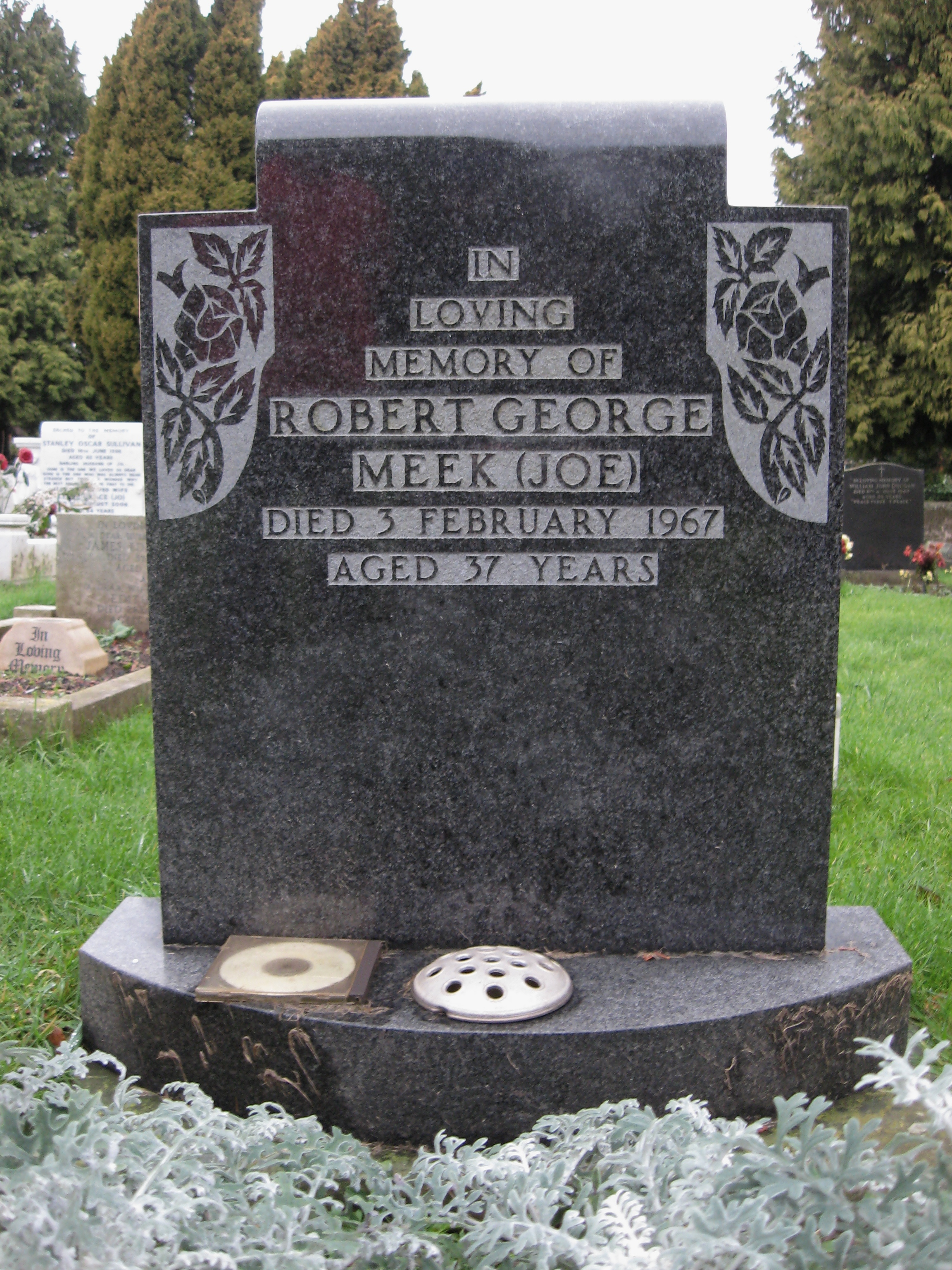
Tomba di Joe Meek

Dopo la morte di Meek, le migliaia di registrazioni che tenne nascoste nel suo studio furono acquistate da Cliff Cooper. Durante la metà degli anni ottanta, Alan Blackburn, ex presidente della Joe Meek Appreciation Society, catalogò tutte le incisioni di Meek.
La sua reputazione di produttore e di innovatore delle tecniche di registrazione fu riconosciuta dalla Music Producers Guild che, nel 2009, ideò il "Premio Joe Meek per l'innovazione nella produzione". Nel 2014 Meek venne considerato il più grande produttore di tutti i tempi dalla rivista NME.

## Vita privata
Meek era affetto da disturbo bipolare, schizofrenia e depressione, problemi che erano acuiti dalle sue dipendenze dalle droghe e dai barbiturici. Dopo aver ricevuto una telefonata apparentemente innocente da Phil Spector, Meek lo accusò di avergli copiato le sue idee e riagganciò rabbiosamente. La carriera musicale di Meek fu spesso ostacolata dalle sue paranoie (era infatti convinto che il personale della Decca Records avesse inserito dei microfoni nascosti dietro la carta da parati del suo appartamento per copiare le sue idee) e, verso la fine della sua vita, iniziò anche a soffrire di deliri psicotici: a volte, infatti, non utilizzava il telefono dello studio per paura che la sua padrona di casa stesse intercettando le sue chiamate attraverso il camino. Meek pensava anche di poter controllare le menti degli altri con il suo apparecchio di registrazione, di riuscire a monitorare i suoi spettacoli mentre era lontano e di poter comunicare con i morti.
Meek si dichiarò gay durante un periodo in cui ciò era un reato.

## Controversie
Il compositore francese Jean Ledrut accusò l'artista inglese di plagio, sostenendo che la melodia di Telstar fosse stata copiata da Le Marche d'Austerlitz, un pezzo di una colonna sonora che Ledrut aveva scritto per il film La battaglia di Austerlitz (1960). Un'azione legale impedì a Meek di ricevere somme di denaro tramite royalty dal brano dei Tornados e la controversia si risolse a favore di Meek soltanto tre settimane dopo la sua morte.
Nel 1963, Meek fu condannato e multato per adescamento in un bagno pubblico di Londra e conseguentemente soggetto a ricatto.
Nel gennaio 1967, la polizia di Tattingstone scoprì due valigie contenenti parti del corpo mutilate di un uomo di nome Bernard Oliver. Secondo alcuni resoconti, Meek aveva paura di essere interrogato dalla Metropolitan Police in quanto era consapevole del fatto che intendevano intervistare tutti i gay di Londra.

## Discografia parziale

### Da solista

#### Album in studio
- 1991 – I Hear a New World (con The Blue Men)

#### Extended play
- 1960 – I Hear a New World (con The Blue Men)

#### Antologie
- 1977 – The Joe Meek Story
- 1991 – I Hear a New World: An Outer Space Music Fantasy
- 1991 – Joe Meek Story: The Pye Years
- 1994 – The Joe Meek Story, Vol. 4: The Best of Michael Cox
- 1994 – Work In Progress - The Triumph Sessions

### Con i Tornados

#### Album in studio
- 1962 – The Original Telstar: The Sounds of The Tornadoes
- 1963 – We Want Billy!  (con Billy Fury)
- 1963 – Away from It All

#### Singoli
- 1962 – Globetrotter
- 1962 – Telstar
- 1963 – Dragonfly
- 1963 – Tornado
- 1963 – Tornado Rock
- 1963 – Costa Monger
- 1963 – Billy Fury & The Tornados (con Billy Fury)
- 1964 – Hot Pot
- 1965 – Stingray